# Jiří Fleišman
Jiří Fleišman (Most, 2 ottobre 1984) è un calciatore ceco, difensore del Karviná.

## Carriera

### Nazionale
Il 3 giugno 2014 esordisce con la nazionale ceca nell'amichevole Repubblica Ceca-Austria (1-2).

## Palmarès

### Club

#### Competizioni nazionali
- Campionato ceco: 1

Slovan Liberec: 2011-2012
- Coppa della Repubblica Ceca: 1

Mladá Boleslav: 2015-2016